# Skrzeszowice
Skrzeszowice – wieś w Polsce położona w północno-wschodniej części województwa małopolskiego, w powiecie krakowskim, w gminie Kocmyrzów-Luborzyca, w tzw. Subregionie Wyżyny Miechowskiej.
| SIMC    | Nazwa    | Rodzaj    |
| ------- | -------- | --------- |
| 0322637 | Moczyłki | część wsi |
| 0322643 | Za Lasem | część wsi |

## Geneza nazwy
Pierwotna nazwa miejscowości to Krzeszowice (ew. Krzyszowice); pojawia się w Kodeksie dyplomatycznym katedry krakowskiej (1273), natomiast sama nazwa Skrzeszowice występuje dopiero w dokumencie z 1782 r.

## Historia wsi
Dokument lokacyjny dla tej miejscowości wydał Władysław II Jagiełło w 1392 r. Wieś funkcjonowała w wykazie dóbr zwanym Liber beneficiorum dioecesis Cracoviensis spisanym przez Jana Długosza, a jej właścicielem był Jan Tarnowski. W kolejnych wiekach tutejsze ziemie dzierżyli Bonerowie, Ostrogscy, Zasławscy czy Morsztynowie.
Istnienie miejscowości odnotowano w 1490 r. W 1581 roku należała do dóbr księcia Konstantego Ostrogskiego. W 1595 roku wieś Krzyszowice położona w powiecie proszowskim województwa krakowskiego była własnością wojewody kijowskiego Konstantego Wasyla Ostrogskiego. Miejscowość została wspomniana w liście Jana III Sobieskiego do żony Marii Kazimiery d’Arquien zwanej "Marysieńką" z 14 października 1666 r.
Po I rozbiorze Polski miejscowość znalazła się w granicach zaboru austriackiego, a po Kongresie Wiedeńskim z 1815 r. znalazła się w zaborze rosyjskim.
W XIX w. był to ważny regionalny ośrodek gospodarczy (cegielnia, od 1871 gorzelnia). W 1853 roku majątek skrzeszowicki kupił od hrabiego Stanisława Tarnowskiego inżynier górnictwa Edward Kleszczyński, przekazując go swojemu synowi Bogusławowi.
W 1908 w Skrzeszowicach urodził się ks. prof. Bolesław Przybyszewski, a w 1911 r. powstała Ochotnicza Straż Pożarna.
W latach 1918–1939 jedno z centrów chłopskiego ruchu spółdzielczego. Po wojnie w miejscowości funkcjonowały Państwowe Gospodarstwa Rolne, zaś aktualnym administratorem dużej części nieruchomości jest Krajowy Ośrodek Wsparcia Rolnictwa.
W latach 1975–1998 miejscowość administracyjnie należała do województwa krakowskiego.
Od 1978 r. we wsi funkcjonuje klub piłkarski Sparta Skrzeszowice (klasa B).
28 października 2020 r. Rada Gminy Kocmyrzów-Luborzyca do funkcjonujących już nazw ulic Krakowskiej i Parkowej dodała ulice: Krótką, Malinową, Słoneczną oraz Śliczną.

## Informacje turystyczne

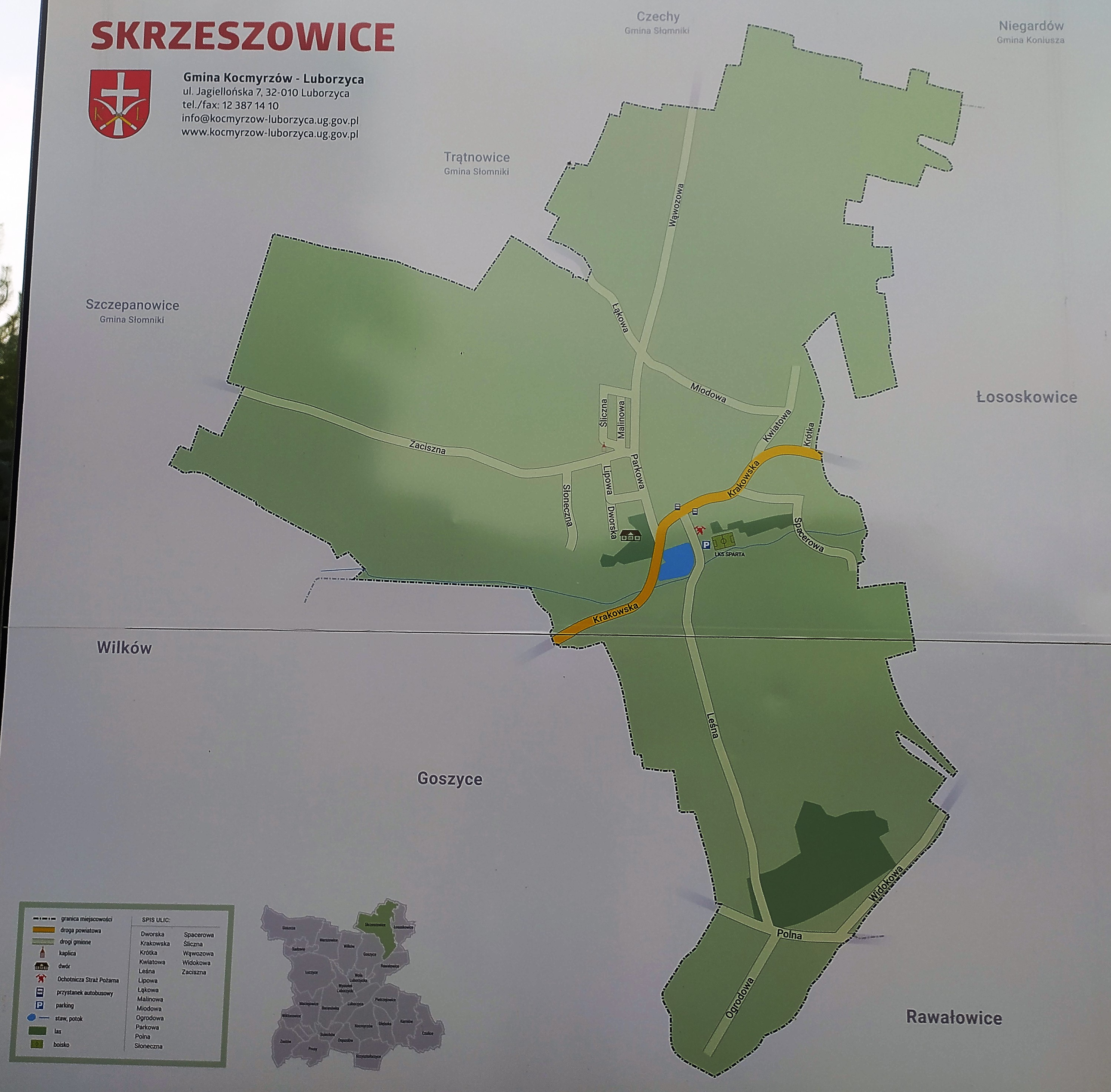
Plan miejscowości Skrzeszowice

Miejscowość znajduje się na odnowionej trasie Małopolskiej Drogi św. Jakuba z Sandomierza do Tyńca, która to jest odzwierciedleniem dawnej średniowiecznej drogi do Santiago de Compostela. W 2018 liczyła 107 budynków.
Zabytki:
- zespół dworski
- figura piety z 1793 r[15]
- kapliczka pod wezwaniem św. Maksymiliana Kolbe na skrzyżowaniu ulicy Parkowej oraz Lipowej, ufundowana w 1982 r.; jednonawowa bez balasek i tabernakulum, z ołtarzem drewnianym na niewielkim podwyższeniu, przykryta dwuspadowym dachem; należąca do parafii w Biórkowie Wielkim (dekanat Wawrzeńczyce).
- cmentarz po I wojnie światowej przy krzyżu przy mogile cholerycznej[16][17].

## Linki zewnętrzne

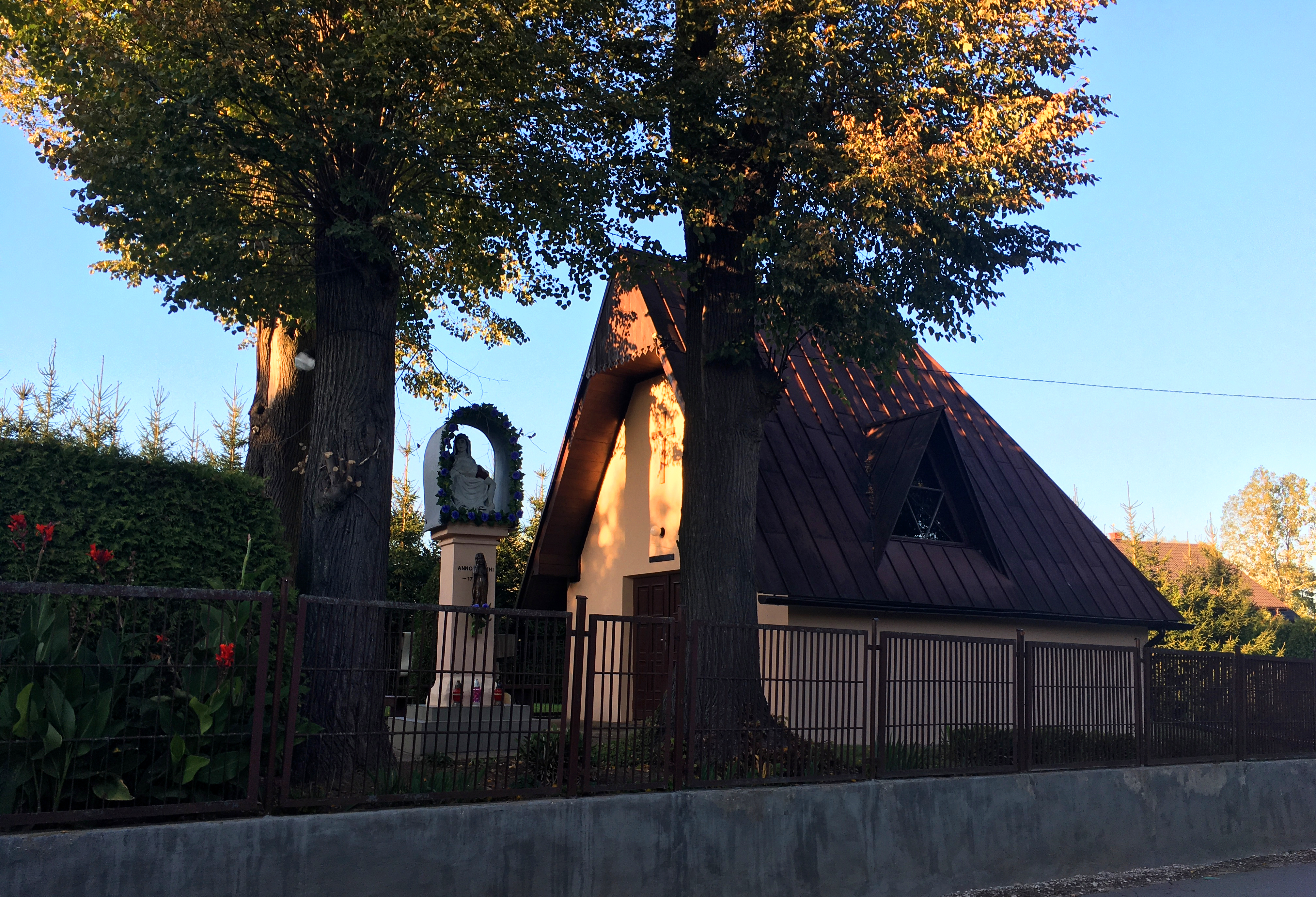
Zabytkowa kapliczka słupowa z 1797r. obok kaplicy w Skrzeszowicach